# Hajdúböszörmény
Hajdúböszörmény er en by i det nordøstlige Ungarn med 29.310(2024) indbyggere. Byen ligger i provinsen Hajdú-Bihar, nordvest for landets næststørste by Debrecen.